# Paphiopedilum ciliolare
Paphiopedilum ciliolare là một loài thực vật thuộc họ Orchidaceae. Đây là loài đặc hữu của Philippines. Môi trường sống tự nhiên của chúng là rừng ẩm vùng đất thấp nhiệt đới hoặc cận nhiệt đới. Chúng hiện đang bị đe dọa vì mất môi trường sống.

## Hình ảnh

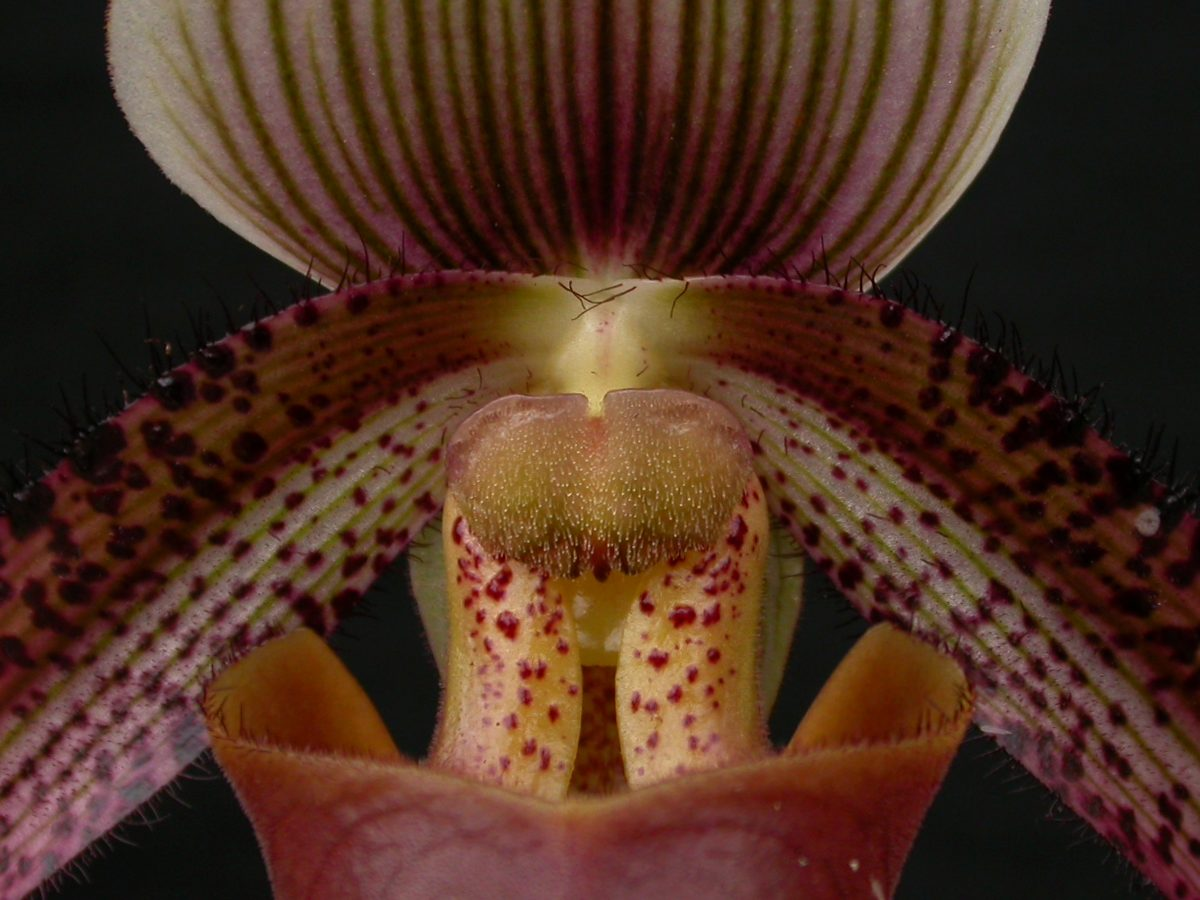